# Азолла
Азо́лла (лат. Azólla) — род плавающих папоротников семейства Сальвиниевые (Salviniaceae), представленный семью видами. В сравнении с обычными папоротниками чрезвычайно малы по размеру и сильно отличаются внешне, напоминая в большей степени ряску или некоторые мхи.
Азолла папоротниковидная (Azolla filiculoides)  используется в качестве аквариумного растения. Этот плавающий папоротник с листочками размером 2 мм и цветом в диапазоне от ярко-зеленого до бордового, является хорошим укрытием для мальков и креветок, а также надежным поставщиком кислорода для других обитателей аквариума.

## Таксономия
Виды:
- Azolla caroliniana Willd.
- Azolla cristata Kaulf.
- Azolla filiculoides Lam. typus[1] — Азолла папоротниковидная
  - Azolla filiculoides var. rubra (R.Br.) Strasb. [syn.  Azolla rubra R.Br.]
- Azolla imbricata (Roxb. ex Griff.) Nakai
- Azolla japonica Franch. & Sav.
- Azolla microphylla Kaulf.
- Azolla mexicana C.Presl
- Azolla nilotica Decne. ex Mett.
- Azolla pinnata R.Br.

По меньшей мере шесть вымерших видов известны из окаменелостей:
- Azolla intertrappea Sahni & H.S. Rao, 1934 (Эоцен, Индия)[5]
- Azolla berryi Brown, 1934 (Эоцен, Green River Formation, Вайоминг)[5]
- Azolla prisca Chandler & Reid, 1926 (Oligocene, London Clay, Остров Уайт)[5]
- Azolla tertiaria Berry, 1927 (Плиоцен, Esmeralda Formation, Nevada)[5]
- Azolla primaeva (Penhallow) Arnold, 1955 (Eocene, Allenby Formation, Британская Колумбия)[5]
- Azolla boliviensis Vajda & McLoughlin, 2005 (Maastrichtian — Палеоцен, Eslaboacuten Formation& Flora Formation Bolivia)[6]